# Barcode Brothers
Barcode Brothers (в переводе с англ. — «братья-штрихкоды») — датский музыкальный дуэт, играющий электронную музыку. Основали группу Anders Øland и Christian Møller Nielsen (CMN).
В 2000 году они выпустили свой первый альбом Swipe Me, который успешно стартовал в Дании и показал неплохие продажи в Европе.
Группа приобрела популярность благодаря своим хитам «Dooh Dooh», «Flute» и «SMS». До своего распада в 2004 году группа выпустила альбом BB02, однако он не стал успешным.

## Дискография

### Альбомы
- Swipe Me (2000)
- BB02 (2002)

### Синглы
- «These Boots Are Made for Walking» (1999)
- «Dooh Dooh» (1999)
- «Tele» (2000)
- «It’s a Fine Day» (2000)
- «Flute» (2000)
- «SMS» (2002)

### Ремиксы
- Balearic Bill — «Destination Sunshine» (Barcode Brothers Remix) (1999)
- Star — «Heaven’s on Fire» (Barcode Brothers Fire Mix) (1999)
- Star — «This Is My Life» (Barcode’s Club) (1999)
- S.O.A.P. — «S.O.A.P. Is In The Air» (Barcode Brothers Club remix) (2000)